# Alberto Quintero Medina
Alberto Abdiel Quintero Medina (Ciudad de Panamá, 18 de diciembre de 1987) es un futbolista panameño nacionalizado peruano. Juega como extremo derecho y su equipo actual es el Plaza Amador de la Primera División de Panamá. Es internacional con la selección de fútbol de Panamá.

## Trayectoria
Referente en Universitario de Deportes y reconocido a nivel mundial, fichó por el Torrellano en verano de 2008, justo un año después de que su compatriota Blas Pérez pisara el césped del Polideportivo Isabel Fernández en un encuentro amistoso entre el equipo local y el Hércules. Llegó al Torrellano junto con otros dos panameños, Robert Stewart Berrio y Manuel Bonilla Atencio, todos de la mano del entrenador Carlos García Cantarero que los conocía bien tras su etapa como entrenador en Panamá.
En su primera temporada en el equipo alicantino, se convirtió en pieza clave en el equipo, que quedó campeón del Grupo 4º del Regional Preferente de la Comunidad Valenciana, y posteriormente en la promoción el equipo ascendió a la Tercera División de España. Tras su etapa alicantina, en verano de 2009 realizó la pretemporada con el F. C. Cartagena que acababa de ascender a la Segunda División de España, aquí compartió el equipo con el peruano Juan Diego Gonzales Vigil.
El 18 de agosto de 2009 se oficializó su fichaje por el club cartagenero, pasando el internacional panameño de jugar en Regional Preferente de la Comunidad Valenciana a Segunda División, es decir, del quinto nivel al segundo en el organigrana del fútbol español. El Cartagena, tras emprender el proceso administrativo para la contratación del jugador, el futbolista no tenía papeles que aportar ya que viajó a España con visado de turista, por lo que tras agotarse los tres meses de visado, el jugador fue residente ilegal durante casi un año.
Así el Cartagena trabajó administrativamente con la Embajada de Panamá en España para conseguir la regularización de Alberto en el país, la cual se obtuvo a cambio de 24.000 euros. Tras una temporada en el Cartagena, y tras rescindir su contrato, ficha por el Ontinyent, de la Segunda División B, club en el que no triunfó debido a las lesiones (solo jugó 17 partidos).
Al finalizar la temporada decidió regresar a su país natal y al club en el que debutó, el Chorrillo, Su carta fue comprada por el Grupo Carso y fue a préstamo a la Universidad Autónoma de Puebla. Después de una temporada, el C. F. Mérida logró sus servicios y luego pasó a los Mineros de Zacatecas. 

### Universitario de Deportes
El 29 de enero de 2017 se confirmó el fichaje de Quintero a Universitario de Deportes, donde compartirá equipo con su compatriota Luis Tejada. Llegó en un momento complicado, dado que fue parte de una remontada histórica por el Deportivo Capiatá en la Copa Libertadores 2017. Fue criticado por la hinchada y la prensa peruana por no estar en ritmo futbolístico, sin embargo, tras la llegada del argentino Pedro Troglio, fue de lo más destacado del conjunto crema, anotando un total de 13 goles. Para el 2018 fue fundamental en una temporada irregular de la escuadra siendo él uno de los jugadores más destacados del club, jugó 23 partidos y logró anotar 5 goles. Luego de quedar libre con Lobos BUAP, a fin de año renueva por 2 años con los merengues. El 2020 gana su primer torneo corto peruano, ganó el Torneo Apertura 2020, siendo titular indiscutible. Sin embargo, a final de año perdió el play off contra Sporting Cristal, quedándose con el subcampeonato. Debido a sus destacadas actuaciones, el 21 de diciembre renovó su contrato hasta finales 2022. Actualmente es uno de los referentes del club merengue.
Luego de varias fechas de no poder anotar, siendo criticado por la prensa local, el 8 de mayo del 2021, Chiquitín le anota un doblete a Cienciano por la Fase I, dándole la victoria a Universitario y así convirtiéndose en el 2° jugador extranjero con más goles en el club, por detrás del brasileño Esidio. A final de temporada logra clasificar a la Copa Libertadores 2022. A finales del 2022 su contrato no fue renovado, terminando así con su travesía en 6 años en el club merengue.

## Selección nacional
Ha sido titular con  selección de fútbol de Panamá en 113 ocasiones y ha marcado 7 goles. Su debut se produjo el 22 de agosto de 2007, en un encuentro amistoso ante la selección de Guatemala que finalizó con marcador de 2-1 a favor de los panameños. Disputó la Copa Mundial Sub-20 de 2007 donde jugó dos de los tres partidos que disputó la selección panameña en la primera fase.
Posteriormente disputó el preolímpico de Concacaf de 2008, torneo sub-23, en el que la selección panameña superó la primera fase, y en la fase final disputada en Estados Unidos quedó tercera del grupo A por detrás de los que fueron finalistas, Honduras y Estados Unidos. En junio de 2011 fue convocado con la selección absoluta para disputar la Copa de Oro de la Concacaf, donde jugó en los cinco partidos que disputó su selección, en dos de ellos como titular, y llevó el dorsal 19. Participó junto al seleccionado panameño del segundo hexagonal que ha disputado ese país en su historia con miras a Brasil 2014 ocupando el quinto lugar el cual no les permitió el repechaje al mundial. También participó en la Copa de Oro 2013 obteniendo el subcampeonato.
En junio de 2018 fue incluido en la lista final de 23 nombres de Panamá para la Copa Mundial de Fútbol de 2018 en Rusia pero una fractura sufrida en su pie derecho mientras disputaba un partido amistoso ante la selección de fútbol de Noruega le impidió jugar la cita mundialista.

### Goles internacionales
| Gol | Fecha               | Lugar                                                | Oponente  | Anotación | Resultado | Competición               |
| --- | ------------------- | ---------------------------------------------------- | --------- | --------- | --------- | ------------------------- |
| 1   | 29 de marzo de 2011 | Estadio Pedro Marrero, Habana, Cuba                  | Cuba      | 0-2       | 0-2       | Amistoso                  |
| 2   | 29 de mayo de 2011  | Estadio Rommel Fernández, Panamá, Panamá             | Granada   | 2-0       | 2-0       | Amistoso                  |
| 3   | 25 de enero de 2013 | Estadio Nacional de Costa Rica, San José, Costa Rica | Guatemala | 0-3       | 1-3       | Copa Centroamericana 2013 |
| 4   | 8 de julio de 2015  | Estadio Toyota, Texas, Estados Unidos                | Haití     | 1-0       | 1-1       | Copa Oro 2015             |
| 5   | 5 de junio de 2021  | Estadio Rod Carew, Panamá, Panamá                    | Anguila   | 12-0      | 13-0      | Eliminatoria Mundial 2022 |
| 6   | 12 de junio de 2021 | Estadio Rod Carew, Panamá, Panamá                    | Curazao   | 2-0       | 2-1       | Eliminatoria Mundial 2022 |
| 7   | 5 de julio de 2021  | Exploria Stadium, Florida, Estados Unidos            | Granada   | 1-0       | 3-1       | Copa Oro 2021             |

### Participaciones en Copas del Mundo
| Mundial                     | Sede   | Resultado    |
| --------------------------- | ------ | ------------ |
| Copa Mundial Sub-20 de 2007 | Canadá | Primera fase |

### Participaciones en Copa de Oro
| Copa             | Sede(s)                               | Resultado        |
| ---------------- | ------------------------------------- | ---------------- |
| Copa de Oro 2011 | Estados Unidos                        | Semifinal        |
| Copa de Oro 2013 | Estados Unidos                        | Subcampeón       |
| Copa de Oro 2015 | Estados Unidos - Canadá               | Tercer lugar     |
| Copa de Oro 2019 | Estados Unidos - Costa Rica - Jamaica | Cuartos de final |
| Copa de Oro 2021 | Estados Unidos                        | Primera fase     |
| Copa Oro 2023    | Estados Unidos - Canadá               | Subcampeón       |

### Participaciones en Copa América
| Copa                    | Sede           | Resultado    |
| ----------------------- | -------------- | ------------ |
| Copa América Centenario | Estados Unidos | Primera fase |

## Clubes
| Club                                | Año           | Liga  | Liga  | Copa Nacional | Copa Nacional | Copa Internacional | Copa Internacional | Total | Total |
| Club                                | Año           | Part. | Goles | Part.         | Goles         | Part.              | Goles              | Part. | Goles |
| ----------------------------------- | ------------- | ----- | ----- | ------------- | ------------- | ------------------ | ------------------ | ----- | ----- |
| Chorrillo F. C. Panamá              | 2005-2008     | ?     | ?     | ?             | ?             | ?                  | ?                  | 57    | 11    |
| Chorrillo F. C. Panamá              | Total         | ?     | ?     | ?             | ?             | ?                  | ?                  | 57    | 11    |
| Torrellano C. F. España             | 2008-09       | ?     | ?     | ?             | ?             | ?                  | ?                  | 36    | 10    |
| Torrellano C. F. España             | Total         | ?     | ?     | ?             | ?             | ?                  | ?                  | 36    | 10    |
| F. C. Cartagena España              | 2009-10       | 19    | 0     | 2             | 0             | -                  | -                  | 21    | 0     |
| F. C. Cartagena España              | Total         | 19    | 0     | 2             | 0             | -                  | -                  | 21    | 0     |
| Ontinyent C. F. España              | 2010-11       | 17    | 0     | -             | -             | -                  | -                  | 17    | 0     |
| Ontinyent C. F. España              | Total         | 17    | 0     | -             | -             | -                  | -                  | 17    | 0     |
| Chorrillo F. C. Panamá              | 2011-2012     | -     | -     | -             | -             | 2                  | 0                  | 2     | 0     |
| Chorrillo F. C. Panamá              | Total         | -     | -     | -             | -             | 2                  | 0                  | 2     | 0     |
| Independiente Medellín Colombia     | 2012          | 15    | 0     | 1             | 1             | -                  | -                  | 16    | 1     |
| Independiente Medellín Colombia     | Total         | 15    | 0     | 1             | 1             | -                  | -                  | 16    | 1     |
| Lobos BUAP México                   | 2013-14       | 9     | 0     | 1             | 0             |                    |                    | 10    | 0     |
| Lobos BUAP México                   | Total         | 9     | 0     | 1             | 0             |                    |                    | 10    | 0     |
| C. F. Mérida México                 | 2013-14       | 2     | 0     | -             | -             | -                  | -                  | 2     | 0     |
| C. F. Mérida México                 | Total         | 2     | 0     | -             | -             | -                  | -                  | 2     | 0     |
| Mineros de Zacatecas México         | 2014-15       | 7     | 0     | 5             | 0             | -                  | -                  | 12    | 0     |
| Mineros de Zacatecas México         | Total         | 7     | 0     | 5             | 0             | -                  | -                  | 12    | 0     |
| Lobos BUAP México                   | 2014-15       | 15    | 2     | -             | -             | -                  | -                  | 15    | 2     |
| Lobos BUAP México                   | 2015-16       | 16    | 3     | 5             | 0             | -                  | -                  | 21    | 3     |
| Lobos BUAP México                   | Total         | 31    | 5     | 5             | 0             | -                  | -                  | 36    | 5     |
| San Jose Earthquakes Estados Unidos | 2016          | 30    | 3     | -             | -             | -                  | -                  | 30    | 3     |
| San Jose Earthquakes Estados Unidos | Total         | 30    | 3     | -             | -             | -                  | -                  | 30    | 3     |
| Universitario de Deportes Perú      | 2017          | 29    | 13    | -             | -             | 2                  | 0                  | 31    | 13    |
| Universitario de Deportes Perú      | 2018          | 23    | 5     | -             | -             | -                  | -                  | 23    | 5     |
| Universitario de Deportes Perú      | 2019          | 25    | 4     | 2             | 0             | -                  | -                  | 27    | 4     |
| Universitario de Deportes Perú      | 2020          | 29    | 3     | -             | -             | 4                  | 0                  | 33    | 3     |
| Universitario de Deportes Perú      | 2021          | 23    | 3     | -             | -             | 6                  | 1                  | 29    | 4     |
| Universitario de Deportes Perú      | 2022          | 32    | 4     | -             | -             | -                  | -                  | 32    | 4     |
| Universitario de Deportes Perú      | Total         | 161   | 32    | 2             | 0             | 12                 | 1                  | 175   | 33    |
| Cienciano Perú                      | 2023          | 30    | 3     | -             | -             | 1                  | 0                  | 31    | 3     |
| Cienciano Perú                      | Total         | 30    | 3     | -             | -             | 1                  | 0                  | 31    | 3     |
| CD Plaza Amador Panamá              | 2024          | 34    | 5     | -             | -             | -                  | -                  | 34    | 5     |
| CD Plaza Amador Panamá              | Total         | 34    | 5     | -             | -             | -                  | -                  | 34    | 5     |
| Total Carrera                       | Total Carrera | 355   | 48    | 16            | 1             | 15                 | 1                  | 479   | 71    |

## Palmarés

### Campeonatos nacionales
| Título              | Club             | País   | Año     |
| ------------------- | ---------------- | ------ | ------- |
| Regional Preferente | Torrellano C. F. | España | 2008-09 |
| Torneo Apertura     | Chorrillo F. C.  | Panamá | 2011    |

### Torneos Cortos
| Título          | Club                      | País | Año  |
| --------------- | ------------------------- | ---- | ---- |
| Torneo Apertura | Universitario de Deportes | Perú | 2020 |

### Distinciones individuales
| Distinción                                                                                         | Año  |
| -------------------------------------------------------------------------------------------------- | ---- |
| Incluido en el equipo ideal del Torneo Apertura de Perú según el portal periodístico DeChalaca.com | 2017 |
| Incluido en el equipo ideal del Campeonato Descentralizado según DeChalaca.com                     | 2017 |
| Preseleccionado como delantero en el mejor once del Campeonato Descentralizado según la SAFAP      | 2018 |
| Preseleccionado como delantero en el mejor once de la Liga 1 según la SAFAP                        | 2019 |
| Preseleccionado como delantero en el mejor once de la Liga 1 según la SAFAP                        | 2021 |